# سكوبي دو! لغز الراسلمينيا
سكوبي دو! لغز الراسلمينيا (بالإنجليزية: Scooby-Doo! WrestleMania Mystery)‏ هو فيلم رسوم متحركة تم إنتاجه في الولايات المتحدة وصدر سنة 2014 بطولة فرانك والكر وجون سينا.

## القصة
ذهب (سكوبي دو) مع صديقه (شاجي) المهووس بمصارعة المحترفين إلى مهرجان المصارعة لحضور مجموعة من اللقاءات الأسطورية، لكن ظهور (الدب الشبح) يهدد... اقرأ المزيد بإلغاء الحدث المرتقب؛ لذا يسعى (سكوبي دو) وأصدقاؤه للعمل مع نجوم المصارعة لكشف حقيقة (الدب الشبح)، وحل اللغز.

## وصلات خارجية
سكوبي دو! لغز الراسلمينيا على موقع IMDb (الإنجليزية)
- سكوبي دو! لغز الراسلمينيا على موقع روتن توميتوز (الإنجليزية)
- سكوبي دو! لغز الراسلمينيا على موقع قاعدة بيانات الأفلام العربية
- سكوبي دو! لغز الراسلمينيا على موقع ألو سيني (الفرنسية)
- سكوبي دو! لغز الراسلمينيا على موقع أول موفي (الإنجليزية)
- سكوبي دو! لغز الراسلمينيا على موقع فيلمافينيتي (الإسبانية)
- سكوبي دو! لغز الراسلمينيا على موقع قاعدة بيانات الفيلم (الإنجليزية)
- سكوبي دو! لغز الراسلمينيا على موقع ليتربوكسد (الإنجليزية)
- سكوبي دو! لغز الراسلمينيا على موقع كينوبويسك (الروسية)